# 631 Philippina
631 Philippina este un asteroid din centura principală, descoperit pe 21 martie 1907, de August Kopff.